# Official Live: 101 Proof
Official Live: 101 Proof je živé album skupiny Pantera vydané 29. července 1997. Obsahuje živé nahrávky písní z alb Cowboys from Hell (1990) až po desku The Great Southern Trendkill (1996). K tomu všemu kapela vydala 2 nové nahrávky - Where You Come From a I Can't Hide.

## Seznam skladeb
| Pořadí         | Název                    | Autor          | Délka |
| -------------- | ------------------------ | -------------- | ----- |
| 1.             | New Level                |                | 4:24  |
| 2.             | Walk                     |                | 5:50  |
| 3.             | Becoming                 |                | 3:59  |
| 4.             | 5 Minutes Alone          |                | 5:36  |
| 5.             | Sandblasted Skin         |                | 4:29  |
| 6.             | Suicide Note Pt. 2       |                | 4:20  |
| 7.             | War Nerve                |                | 5:21  |
| 8.             | Strength Beyond Strength |                | 3:37  |
| 9.             | Dom/Hollow**             |                | 3:43  |
| 10.            | This Love                |                | 6:57  |
| 11.            | I'm Broken               |                | 4:27  |
| 12.            | Cowboys from Hell        |                | 4:35  |
| 13.            | Cemetery Gates           |                | 7:53  |
| 14.            | Hostile***               |                | 3:56  |
| 15.            | Where You Come From      |                | 5:11  |
| 16.            | I Can't Hide             |                | 2:16  |
| Celková délka: | Celková délka:           | Celková délka: | 76:23 |

- Píseň A New Level je vedena jen jako New Level
  - DomHollow - je kříženec písní Domination a Hollow
    - Píseň Fucking Hostile je vedena jen jako Hostile

## Sestava
- Phil Anselmo – zpěv
- Dimebag Darrell – kytary, doprovodné vokály
- Vinnie Paul – bicí, doprovodné vokály
- Rex Brown – bass, doprovodné vokály